# 長岡製作所
長岡製作所（ながおかせいさくじょ）は、長岡啓一郎（1938年 - 2020年）が1962年に創業し、2020年に廃業した東京都台東区の大判カメラメーカー。
日本国内では「ナガオカ」　海外ではNAGAOKAのカメラブランド名として知られていた。
世界最後の木製カメラメーカーとしても知られ 4×5in判、5×7in判、8×10in判、等の木製カメラを主に生産していた。また、ニーズに応える形でのカメラの受注生産、改造　ピンホールレンズの作成、他メーカーにより作成された木製大判カメラのメンテナンス修理も行っていた。

## 社歴[2]
- 1962年 - キングの大判カメラを作成していた田中製作所にて修行していた長岡啓一郎により設立。
- 1972年 - 銀一によってNAGAOKAブランドにて海外輸出される[3]。
- 2013年 - タチハラ写真機製作所廃業により、日本最後の木製カメラメーカーになる。
- 2020年 - 長岡啓一郎の死去にともない、廃業。